# GSC3132-1679
GSC3132-1679 — хімічно пекулярна зоря спектрального класу A5, що має видиму зоряну величину в смузі V приблизно 10,0.

## Пекулярний хімічний склад
Зоряна атмосфера GSC3132-1679 має підвищений вміст 
Eu
.